# مسجد أصلان باشا
مسجد أصلان باشا هو مسجد بني من قبل العثمانيين في مدينة يوانينا في اليونان.

## التاريخ
تم بناء المسجد عام 1618 في قلعة المدينة، ليحل محل كنيسة القديس يوحنا التي تم هدمها بعد الثورة الفاشلة ضد العثمانيين عام 1611.
منذ عام 1933 أصبح المسجد يضم المتحف التاريخي لبلدية يوانينا.

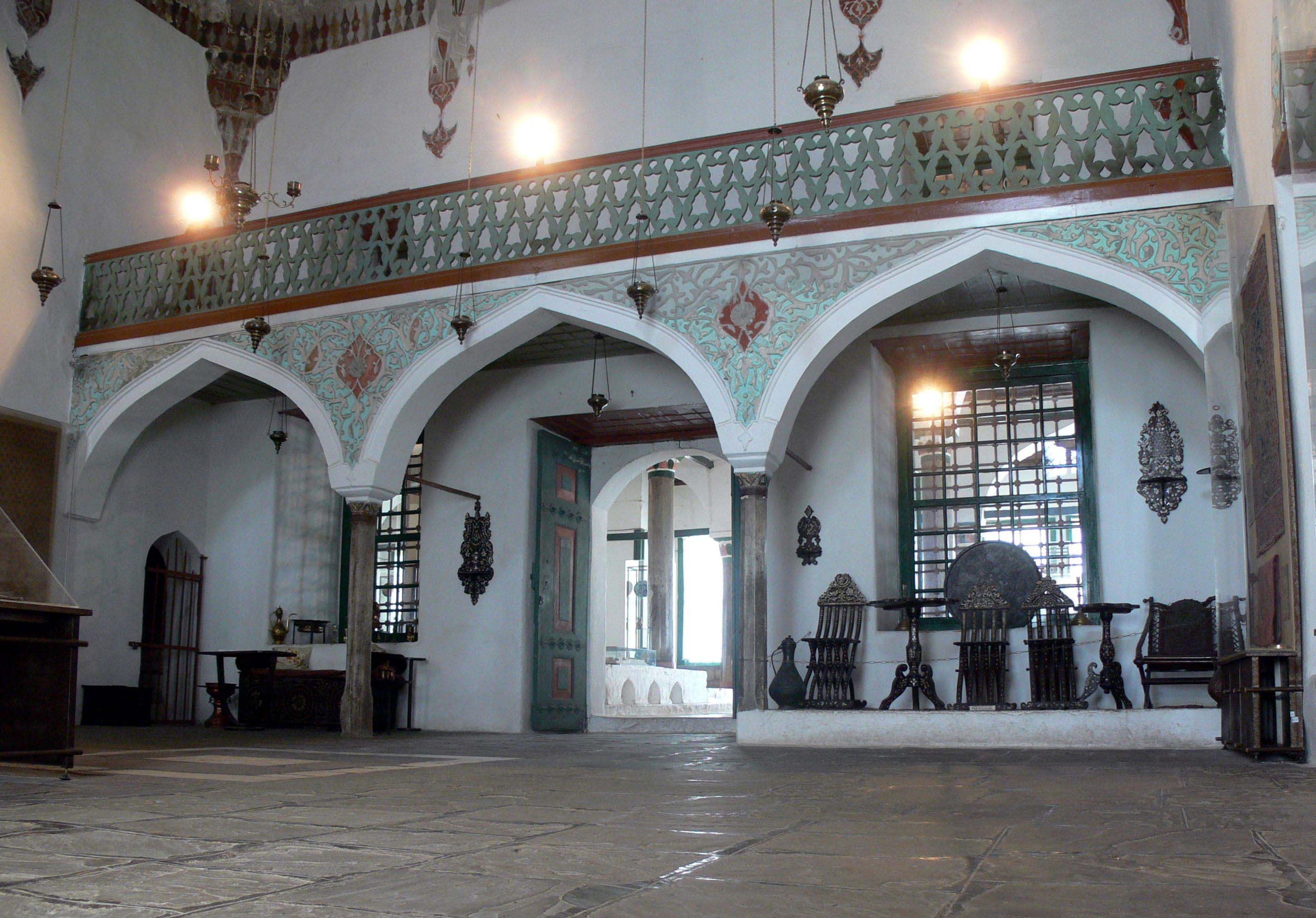
مسجد أصلان باشا في اليونان

أدى إعصار استوائي في البحر الأبيض المتوسط إلى تدمير مئذنة المسجد في سبتمبر 2018، وتم ترميمها في أغسطس 2019.